# Gare de Mortsel-Liersesteenweg
Pour les articles homonymes, voir Gare de Mortsel (homonymie).
La gare de Mortsel-Liersesteenweg (signifiant Chaussée de Lierre) en néerlandais) est une halte ferroviaire belge de la ligne 27, de Bruxelles-Nord à Anvers située dans la ville de Mortsel, dans la province d'Anvers en région flamande.
Elle est mise en service en 1933 et s'appelle Mortsel Oude-God jusqu’en 1939. C’est un arrêt sans personnel de la Société nationale des chemins de fer belges (SNCB) desservi par des trains Suburbains de la ligne S1 du RER bruxellois.

## Situation ferroviaire

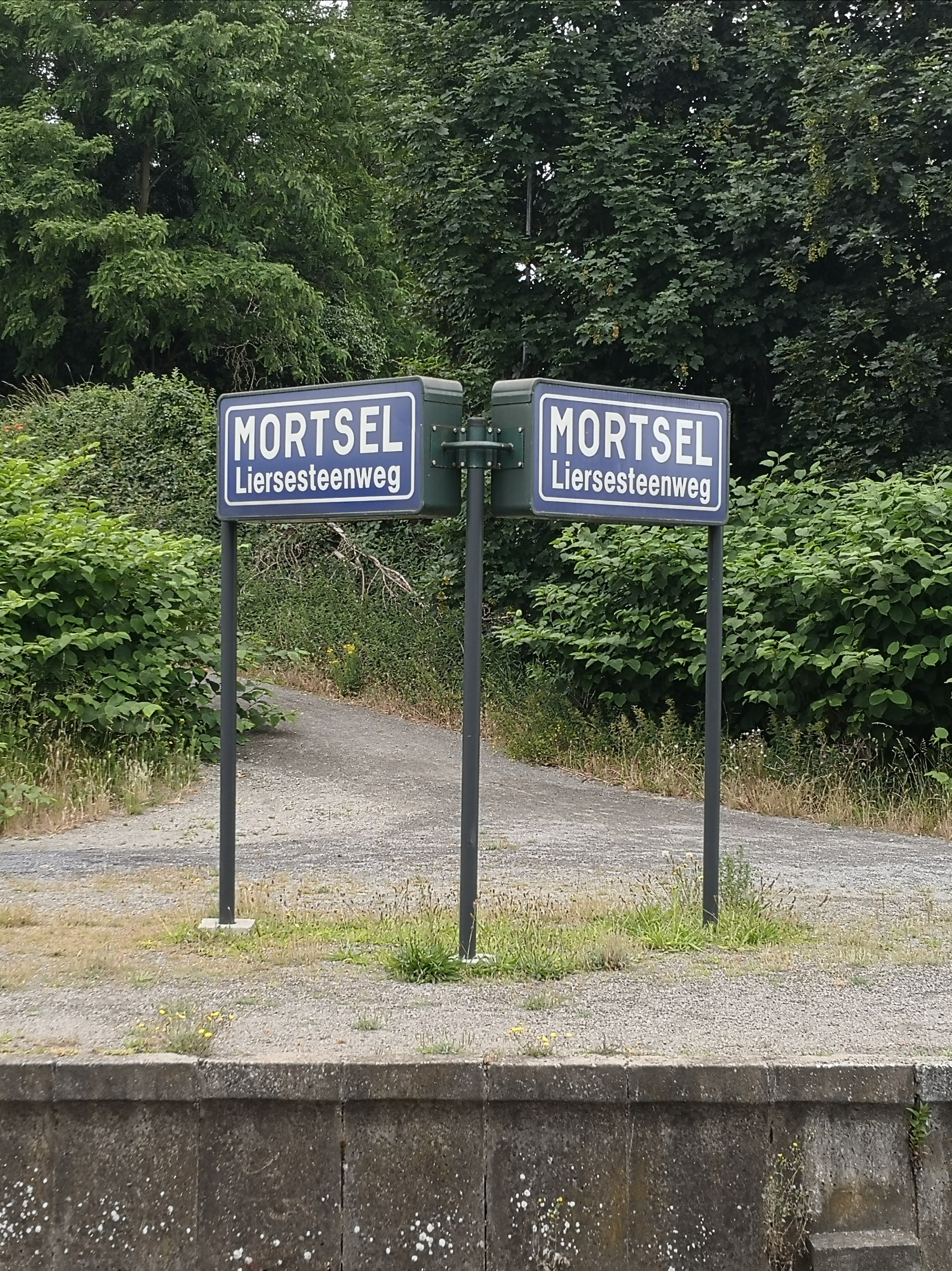
Signalétique de quai.

La gare de Mortsel-Liersesteenweg est située sur la ligne 27, de Bruxelles-Nord à Anvers-Central, entre les gares ouvertes de Hove et de Mortsel.

## Histoire
La « station du Vieux-Dieu », future gare de Mortsel-Oude-God, est mise en service le 16 juin 1836 par l’Administration des chemins de fer de l’État belge près de Mortsel, au croisement de la chaussée de Lierre.
Jusqu'à la mise en service de la gare de Mortsel en 1875, sur la ligne d'Anvers à Hasselt, Mortsel-Oude-God sera la seule gare de Mortsel.
Dans les années 1930, la SNCB, reprenant le projet de nouvelle ligne de Bruxelles au port d'Anvers dont l'exécution avait été interrompue par la guerre, décide de mettre à quatre voies l'ancienne ligne entre Sint-Katelijne-Waver et Hove, au nord de Mortsel, et de réaliser une "boucle" en direction de la ligne d'Anvers à Hasselt évitant l'ancienne gare d'Oude-God qui serait détruite et verrait passer les trains sans s'arrêter.
Appelée ligne 25, l’itinéraire historique, le plus direct, serait réservé aux trains de voyageurs électriques (les plus rapides) tandis que la nouvelle ligne, appelée ligne 27, serait destinée aux marchandises et trains omnibus, encore assurés en traction vapeur.
Pour remplacer la gare d'Oude-God, une seconde gare, portant le même nom, est construite en 1933 près du pont de la chaussée de Lierre. 1 600 m plus loin en direction d'Anvers, une halte appelée Mortsel-Deurnesteenweg apparaît la même année sur la ligne 25.
La gare de la chaussée de Lierre reçoit un bâtiment en brique de taille moyenne sans étage mais construit à flanc de tranchée sur une estacade d'arches de brique. Les quais se trouvaient dans la tranchée, à distance du bâtiment.
Cet édifice a depuis été désaffecté et démoli sans laisser de traces.
La "nouvelle gare d'Oude-God" déplaisait fortement aux riverains de l'ancienne, qui étaient privées d'une desserte plus directe, surtout à partir de 1935 quand les "trains-blocs" à traction électrique firent leur apparition. Certains de ces trains, circulant uniquement sur la ligne 25, s'arrêtaient d'ailleurs à Mortsel-Deurnesteenweg[réf. nécessaire].
En 1939, la SNCB accepte finalement de rouvrir une gare sur la ligne 25 à l’emplacement historique d'Oude-God. Dès lors, la gare de 1933 sur la ligne 27 est renommée Mortsel-Liersesteenweg et perd une partie de son trafic et de ses voyageurs.
Dès 1938, la SNCB entame l'électrification de la ligne 27 ainsi que de la ligne vers Charleroi et d'une section de la ligne 26. À cause de la Seconde guerre, il faudra attendre 1949-1950.
Le nombre des voyageurs déclinant sans cesse, la SNCB ferme complètement la gare de Liersesteenweg en 1984 et redéploie la desserte vers Oude-God.
Toutefois, en 2008, la gare de Mortsel-Liersesteenweg redevient un arrêt des trains de voyageurs omnibus. Entre-temps, entre août et décembre 1997, les quais avaient brièvement re-servi à cause de grands travaux sur la ligne 25,.
La date de démolition du bâtiment de la gare de Mortsel Liersesteenweg reste inconnue. Un parking et des aubettes l'ont remplacé.
Dans les années 2010, De Lijn a prolongé le tramway d'Anvers qui dispose désormais d'un arrêt à Mortsel-Liersesteenweg. Le pont de la gare a été élargi à cette occasion.
Depuis le 15 décembre 2024, l'ensemble des trains S1 utilise la ligne 27 à Mortsel et marque l'arrêt en gare de Liersesteenweg.

## Service des voyageurs

### Accueil
Halte SNCB, c'est un point d'arrêt non géré (PANG) à accès libre. L'achat de titres de transports s'effectue par l'automate de vente.

### Desserte
Mortsel-Liersesteenweg est desservie tous les jours par des trains Suburbains (S) de la ligne S1 du RER bruxellois (S1) circulant sur la ligne commerciale 25 au rythme de deux par heure dans chaque sens, sauf les dimanches et jours fériés où il y a un train S1 par heure.

### Intermodalité
Un parc pour les vélos et un parking pour les véhicules y sont aménagés.

## Comptage voyageurs
Le graphique et le tableau montrent le nombre de passagers qui en moyenne embarquent durant la semaine, le samedi et le dimanche.
| Tabel: Nombre de voyageurs qui embarquent à la gare de Mortsel-Liersesteenweg | Tabel: Nombre de voyageurs qui embarquent à la gare de Mortsel-Liersesteenweg | Tabel: Nombre de voyageurs qui embarquent à la gare de Mortsel-Liersesteenweg | Tabel: Nombre de voyageurs qui embarquent à la gare de Mortsel-Liersesteenweg |
|                                                                               | Semaine                                                                       | Samedi                                                                        | Dimanche                                                                      |
| ----------------------------------------------------------------------------- | ----------------------------------------------------------------------------- | ----------------------------------------------------------------------------- | ----------------------------------------------------------------------------- |
| 2009                                                                          | 173                                                                           | 1                                                                             | -                                                                             |
| 2010                                                                          | -                                                                             | -                                                                             | -                                                                             |
| 2011                                                                          | -                                                                             | -                                                                             | -                                                                             |
| 2012                                                                          | 194                                                                           | -                                                                             | -                                                                             |
| 2013                                                                          | 194                                                                           | -                                                                             | -                                                                             |
| 2014                                                                          | 184                                                                           | 1                                                                             | -                                                                             |
| 2015                                                                          | 158                                                                           | 5                                                                             | -                                                                             |
| 2016                                                                          | 203                                                                           | 5                                                                             | -                                                                             |
| 2017                                                                          | 216                                                                           | -                                                                             | -                                                                             |
| 2018                                                                          | 196                                                                           | 51                                                                            | 1                                                                             |
| 2019                                                                          | 197                                                                           | 45                                                                            | 1                                                                             |
| 2020                                                                          | 118                                                                           | 78                                                                            | 0                                                                             |
| 2021                                                                          | -                                                                             | -                                                                             | -                                                                             |
| 2022                                                                          | 251                                                                           | 127                                                                           | 1                                                                             |
| 2023                                                                          | 205                                                                           | 145                                                                           | 1                                                                             |
| 2024                                                                          | 198                                                                           | 151                                                                           | 2                                                                             |